# Campeonato Descentralizado 1984
El Campeonato Descentralizado de 1984 se realizó bajo el formato de los Campeonatos Regionales. Se disputó en dos etapas: Torneo Regional y Descentralizado. Durante la etapa regional los equipos se agrupaban en cuatro zonas según su ubicación geográfica.
El campeón Sport Boys y el subcampeón Universitario clasificaron a la Copa Libertadores 1985.

## Ascensos y descensos
En la temporada anterior hubo 2 descensos (Intermedia 1984), 1 ascenso (Campeón de la Copa Perú) y 9 Clasificados por la FPF (5 de la Copa Perú y 4 de Segunda División). Aumentándose a 25 equipos en la temporada
| Posición | Descendidos del Descentralizado 1983       |
| -------- | ------------------------------------------ |
| 16°      | Juan Aurich (Interm. 1984 Zona Norte)      |
| 17°      | León de Huánuco (Interm. 1984 Zona Centro) |

| Posición | Ascendidos de la Copa Perú, Segunda División |
| -------- | -------------------------------------------- |
| 1°       | Sport Pilsen (Copa Perú 1983)                |
| 2°       | Cienciano (Copa Perú 1983)                   |
| 4º       | José Gálvez FBC (2D 1983)                    |
| 5º       | Carlos A. Mannucci (2D 1983)                 |
| 6º       | Juventud La Palma (2D 1983)                  |
| 7º       | Octavio Espinoza (2D 1983)                   |
| 1º Inv.  | Deportivo Hospital                           |
| 2º Inv.  | Social Dep. Hostal Rey                       |
| 3º Inv.  | Defensor ANDA                                |
| 4º Inv.  | Diablos Rojos                                |

### Tabla Resumen Ascensos y Descensos
| Temporada | Ascenso/Descenso                                                                                       | Metropolitano | Norte                                                                              | Centro                                                                     | Sur                                                                                |
| --------- | --- | --- | ---------------------------------------------------------------------------------- | -------------------------------------------------------------------------- | ---------------------------------------------------------------------------------- |
| 1983      | Descendidos al Torneo Intermedia 1984                                                                  | Ninguno | 16° Juan Aurich                                                                    | 17° León de Huánuco                                                        | Ninguno                                                                            |
| 1984      | Ascendidos de Copa Perú 1983, Segunda División e Invitados                                             | 6° 2D Juventud La Palma 7° 2D Octavio Espinoza | 1° CP Sport Pilsen 4° SD José Gálvez FBC 5° SD Carlos A. Man.                      | Inv. Deportivo Hospital Inv. Hostal Rey Inv. Defensor ANDA                 | 5° CP Cienciano Diablos Rojos                                                      |
| 1984      | Número de Equipos (25) · 10 en Zona Metropolitana · 5 en Zona Norte · 5 en Zona Centro · 5 en Zona Sur | 1. Alianza Lima 2. Atlético Chalaco 3. CNI 4. Deportivo Municipal 5. Juventud La Palma 6. Octavio Espinoza 7. Sport Boys 8. Sporting Cristal 9. Unión Huaral 10. Universitario | 1. Atlético Torino 2. Carlos A. Mannucci 3. José Gálvez FBC 4. Sport Pilsen 5. UTC | 1. ADT 2. Defensor ANDA 3. Deportivo Hospital 4. Huancayo FC 5. Hostal Rey | 1. Alfonso Ugarte 2. Cienciano 3. Coronel Bolognesi 4. Diablos Rojos 5. FBC Melgar |

## Torneos regionales

### Zona Metropolitana
| Pos. | Equipo              | Pts. | PJ | PG | PE | PP | GF | GC | DG  |
| ---- | ------------------- | ---- | -- | -- | -- | -- | -- | -- | --- |
| 1    | Universitario       | 26   | 18 | 10 | 6  | 2  | 28 | 14 | +14 |
| 2    | Alianza Lima        | 24   | 18 | 8  | 8  | 2  | 28 | 16 | +12 |
| 3    | Sporting Cristal    | 22   | 18 | 9  | 4  | 5  | 37 | 26 | +11 |
| 4    | Sport Boys          | 21   | 18 | 8  | 5  | 5  | 31 | 22 | +9  |
| 5    | Unión Huaral        | 16   | 18 | 6  | 4  | 8  | 17 | 22 | -5  |
| 6    | CNI                 | 16   | 18 | 6  | 4  | 8  | 15 | 21 | -6  |
| 7    | Deportivo Municipal | 15   | 18 | 4  | 7  | 7  | 23 | 26 | -3  |
| 8    | Atlético Chalaco    | 15   | 18 | 3  | 9  | 6  | 21 | 27 | -6  |
| 9    | Juventud La Palma   | 13   | 18 | 3  | 7  | 8  | 16 | 34 | -18 |
| 10   | Octavio Espinosa    | 12   | 18 | 3  | 6  | 9  | 10 | 18 | -8  |

|  | Clasificados al Torneo Descentralizado 1984             |
|  | Juegan los Play-off 1984                                |
|  | Descendidos a Torneo Intermedia 1984 Zona Metropolitana |

### Zona Norte
| Pos. | Equipo          | Pts. | PJ | PG | PE | PP | GF | GC | DG  |
| ---- | --------------- | ---- | -- | -- | -- | -- | -- | -- | --- |
| 1    | Atlético Torino | 20   | 16 | 8  | 4  | 4  | 28 | 21 | +7  |
| 2    | Sport Pilsen    | 19   | 16 | 7  | 5  | 4  | 28 | 25 | +3  |
| 3    | UTC             | 18   | 16 | 7  | 4  | 5  | 30 | 20 | +10 |
| 4    | Carlos Mannucci | 12   | 16 | 4  | 4  | 8  | 19 | 29 | -10 |
| 5    | José Gálvez     | 11   | 16 | 3  | 5  | 8  | 24 | 35 | -11 |

|  | Clasificados al Torneo Descentralizado 1984     |
|  | Juegan los Play-off 1984                        |
|  | Descendidos a Torneo Intermedia 1984 Zona Norte |

### Zona Centro
| Pos. | Equipo             | Pts. | PJ | PG | PE | PP | GF | GC | DG  |
| ---- | ------------------ | ---- | -- | -- | -- | -- | -- | -- | --- |
| 1    | ADT                | 22   | 16 | 9  | 4  | 3  | 26 | 12 | +14 |
| 2    | Huancayo FC        | 17   | 16 | 6  | 5  | 5  | 18 | 15 | +3  |
| 3    | Defensor ANDA      | 17   | 16 | 7  | 3  | 6  | 14 | 15 | -1  |
| 4    | Deportivo Hospital | 13   | 16 | 6  | 1  | 9  | 17 | 22 | -5  |
| 5    | Hostal Rey         | 11   | 16 | 3  | 5  | 8  | 16 | 27 | -11 |

|  | Clasificados al Torneo Descentralizado 1984      |
|  | Descendidos a Torneo Intermedia 1984 Zona Centro |

### Zona Sur
| Pos. | Equipo            | Pts. | PJ | PG | PE | PP | GF | GC | DG  |
| ---- | ----------------- | ---- | -- | -- | -- | -- | -- | -- | --- |
| 1    | FBC Melgar        | 21   | 16 | 9  | 3  | 4  | 21 | 13 | +8  |
| 2    | Diablos Rojos     | 20   | 16 | 9  | 2  | 5  | 22 | 12 | +10 |
| 3    | Coronel Bolognesi | 17   | 16 | 7  | 3  | 6  | 16 | 14 | +2  |
| 4    | Alfonso Ugarte    | 11   | 16 | 5  | 1  | 10 | 24 | 30 | -6  |
| 5    | Cienciano         | 11   | 16 | 4  | 3  | 9  | 6  | 20 | -14 |

|  | Clasificados al Torneo Descentralizado 1984   |
|  | Juegan los Play-off 1984                      |
|  | Descendidos a Torneo Intermedia 1984 Zona Sur |

### Play-offs
| Local ida         | Resultado global | Local vuelta        | Ida   | Vuelta |
| ----------------- | ---------------- | ------------------- | ----- | ------ |
| UTC               | 3 - 3 5-3 (pen.) | Deportivo Municipal | 2 - 2 | 1 - 1  |
| Coronel Bolognesi | 3 - 2            | Atlético Chalaco    | 1 - 1 | 2 - 1  |

## Torneo Descentralizado
| Pos. | Equipo            | Pts. | PJ | PG | PE | PP | GF | GC | DG  |
| ---- | ----------------- | ---- | -- | -- | -- | -- | -- | -- | --- |
| 1    | Sport Boys        | 35   | 26 | 13 | 9  | 4  | 34 | 15 | +19 |
| 2    | CNI               | 34   | 26 | 13 | 8  | 5  | 42 | 22 | +20 |
| 3    | Alianza Lima      | 29   | 26 | 10 | 9  | 7  | 34 | 17 | +17 |
| 4    | Sporting Cristal  | 28   | 26 | 8  | 12 | 6  | 35 | 24 | +11 |
| 5    | FBC Melgar        | 28   | 26 | 9  | 10 | 7  | 25 | 22 | +3  |
| 6    | Universitario     | 27   | 26 | 11 | 5  | 10 | 41 | 32 | +9  |
| 7    | Atlético Torino   | 27   | 26 | 11 | 5  | 10 | 44 | 40 | +4  |
| 8    | Coronel Bolognesi | 26   | 26 | 9  | 8  | 9  | 26 | 28 | -2  |
| 9    | Huancayo FC       | 26   | 26 | 9  | 8  | 9  | 21 | 34 | -13 |
| 10   | ADT               | 23   | 26 | 6  | 11 | 9  | 15 | 28 | -13 |
| 11   | Unión Huaral      | 22   | 26 | 9  | 4  | 13 | 24 | 37 | -13 |
| 12   | UTC               | 21   | 25 | 8  | 5  | 12 | 24 | 27 | -3  |
| 13   | Sport Pilsen      | 19   | 26 | 6  | 7  | 13 | 27 | 47 | -20 |
| 14   | Diablos Rojos     | 17   | 25 | 4  | 9  | 12 | 13 | 32 | -19 |

|  | Campeón 1984 y a la Copa Libertadores 1985 |
|  | Liguilla Pre-Libertadores 1984             |

### Resultados
| Local \ Visitante | ADT | ALI | TOR | CNI | BOL | DIA | HYO | MEL | SBA | PIL  | CRI | HUA | UTC  | UNI |
| ----------------- | --- | --- | --- | --- | --- | --- | --- | --- | --- | ---- | --- | --- | ---- | --- |
| ADT               |     | 0–0 | 0–0 | 0–0 | 1–0 | 0–0 | 2–1 | 0–0 | 0–0 | 1–0  | 1–0 | 2–1 | 2–0  | 0–1 |
| Alianza Lima      | 2–0 |     | 3–0 | 1–0 | 4–1 | 2–0 | 1–0 | 1–2 | 1–1 | 11–0 | 0–0 | 2–1 | 0–0  | 1–1 |
| Atlético Torino   | 3–0 | 3–2 |     | 2–0 | 1–2 | 7–2 | 4–1 | 4–2 | 1–2 | 0–1  | 3–2 | 1–0 | 2–0  | 3–1 |
| CNI               | 2–0 | 1–0 | 3–2 |     | 3–2 | 1–0 | 7–0 | 0–0 | 1–0 | 3–0  | 1–1 | 6–1 | 3–1  | 1–0 |
| Coronel Bolognesi | 3–0 | 0–1 | 2–2 | 1–1 |     | 2–0 | 0–0 | 1–0 | 0–0 | 2–1  | 1–2 | 1–0 | 1–0  | 1–2 |
| Diablos Rojos     | 0–0 | 0–0 | 0–2 | 0–0 | 2–0 |     | 1–0 | 0–0 | 0–1 | 1–1  | 1–1 | 3–0 | W.O. | 3–0 |
| Huancayo FC       | 1–1 | 1–0 | 3–1 | 0–1 | 3–0 | 0–0 |     | 1–0 | 1–0 | 1–0  | 0–0 | 2–0 | 1–0  | 1–0 |
| FBC Melgar        | 1–1 | 0–0 | 0–0 | 1–1 | 1–1 | 3–0 | 0–0 |     | 1–0 | 2–0  | 2–1 | 3–0 | 1–0  | 2–0 |
| Sport Boys        | 4–0 | 0–0 | 3–0 | 2–1 | 0–1 | 2–0 | 1–1 | 1–0 |     | 2–1  | 1–1 | 3–0 | 1–0  | 1–1 |
| Sport Pilsen      | 2–2 | 0–0 | 2–2 | 1–2 | 2–3 | 1–0 | 1–1 | 1–1 | 1–2 |      | 1–0 | 3–0 | 1–0  | 2–1 |
| Sporting Cristal  | 1–1 | 1–2 | 1–0 | 1–1 | 1–0 | 4–0 | 1–0 | 4–0 | 0–0 | 3–3  |     | 1–1 | 4–1  | 4–1 |
| Unión Huaral      | 2–0 | 1–0 | 0–0 | 3–1 | 0–0 | 2–0 | 5–0 | 1–0 | 1–4 | 1–0  | 0–0 |     | 2–1  | 0–2 |
| UTC               | 2–0 | 2–0 | 5–0 | 2–1 | 0–0 | 0–0 | 1–1 | 0–2 | 1–1 | 2–0  | 2–0 | 1–0 |      | 2–1 |
| Universitario     | 2–1 | 2–0 | 3–1 | 1–1 | 1–1 | 3–0 | 7–1 | 4–1 | 1–2 | 3–0  | 1–1 | 1–2 | 1–0  |     |

## Campeón
|                              |
| Campeón Sport Boys 6º título |

## Liguilla Pre-Libertadores
Participaron el subcampeón del Torneo Descentralizado y los campeones regionales que finalizaron entre los seis primeros lugares en ese torneo.
| Pos. | Equipo        | Pts. | PJ | PG | PE | PP | GF | GC | DG |
| ---- | ------------- | ---- | -- | -- | -- | -- | -- | -- | -- |
| 1    | Universitario | 2    | 2  | 0  | 2  | 0  | 1  | 1  | 0  |
| 2    | FBC Melgar    | 2    | 2  | 0  | 2  | 0  | 1  | 1  | 0  |
| 3    | CNI           | 2    | 2  | 0  | 2  | 0  | 0  | 0  | 0  |

|  | Desempate y SubCampeón 1984 y a la Copa Libertadores 1985 |
|  | Desempate                                                 |

#### Resultados
| Local \ Visitante | CNI | MEL | UNI |
| ----------------- | --- | --- | --- |
| CNI               |     | —   | 0–0 |
| FBC Melgar        | 0–0 |     | —   |
| Universitario     | —   | 1–1 |     |

#### Desempate
| 9 de enero de 1985 | Universitario                   | 2:1 | FBC Melgar       | Estadio Nacional, Lima          |                                 |
|                    | Percy Rojas · Claudio Pedraglio |     | Víctor Gutiérrez | Asistencia: 37 687 espectadores | Asistencia: 37 687 espectadores |

## Goleadores
| Jugador         | Jugador           | Goles | Equipo                    |
| --------------- | ----------------- | ----- | ------------------------- |
| Bandera de Perú | Jaime Drago       | 18    | Sporting Cristal          |
| Bandera de Perú | Francisco Montero | 18    | Atlético Torino           |
| Bandera de Perú | Juan Illescas     | 17    | Alianza Lima              |
| Bandera de Perú | David Zuluaga     | 15    | Sport Boys                |
| Bandera de Perú | Genaro Neyra      | 14    | FBC Melgar                |
| Bandera de Perú | Johnny Watson     | 14    | Sport Boys                |
| Bandera de Perú | Óscar León        | 13    | Juventud La Palma         |
| Bandera de Perú | César La Torre    | 13    | UTC                       |
| Bandera de Perú | José Carranza     | 12    | CNI de Iquitos            |
| Bandera de Perú | Victor Gutiérrez  | 11    | FBC Melgar                |
| Bandera de Perú | Juan Caballero    | 10    | Sporting Cristal          |
| Bandera de Perú | José Cañamero     | 10    | Unión Huaral              |
| Bandera de Perú | Luis Redher       | 9     | Unión Huaral              |
| Bandera de Perú | Percy Rojas       | 9     | Universitario de Deportes |
| Bandera de Perú | Héctor La Torre   | 9     | Sport Boys                |
| Bandera de Perú | Fidel Suárez      | 9     | Atlético Torino           |
| Bandera de Perú | Raúl Mejía        | 9     | Alianza Lima              |